# Mánfai Elvonulási Központ és Alkotótér
A Mánfai Elvonulási Központ és Alkotótér (MEKA) A Tan Kapuja Buddhista Egyház tulajdonában lévő elvonulási helyszín a Baranya vármegyei Mánfa községben. A fél hektáron elterülő, két épületből álló (1000 m2-es) központ különféle programoknak nyújt helyszínt, jellemzően jógatáboroknak, szakrális dobtáboroknak, reikis táboroknak, és különböző buddhista közösségek rendezvényeinek. Az elvonulási központ állandó bérlője A Tan Kapuja Buddhista Főiskola, amely 2022. szeptemberétől kezdve havonta egyszer itt tartja a levelezős hallgatók képzését.
Az elvonulási központ olyan közösségi élményeknek kíván helyszínéül szolgálni, amelyben egyedül lehet lenni, a magányosság érzete nélkül. A mánfai központot elvonulási tevékenységek céljából lehet használni – pihenőként vagy nyaralóhelyként nem.

## Története

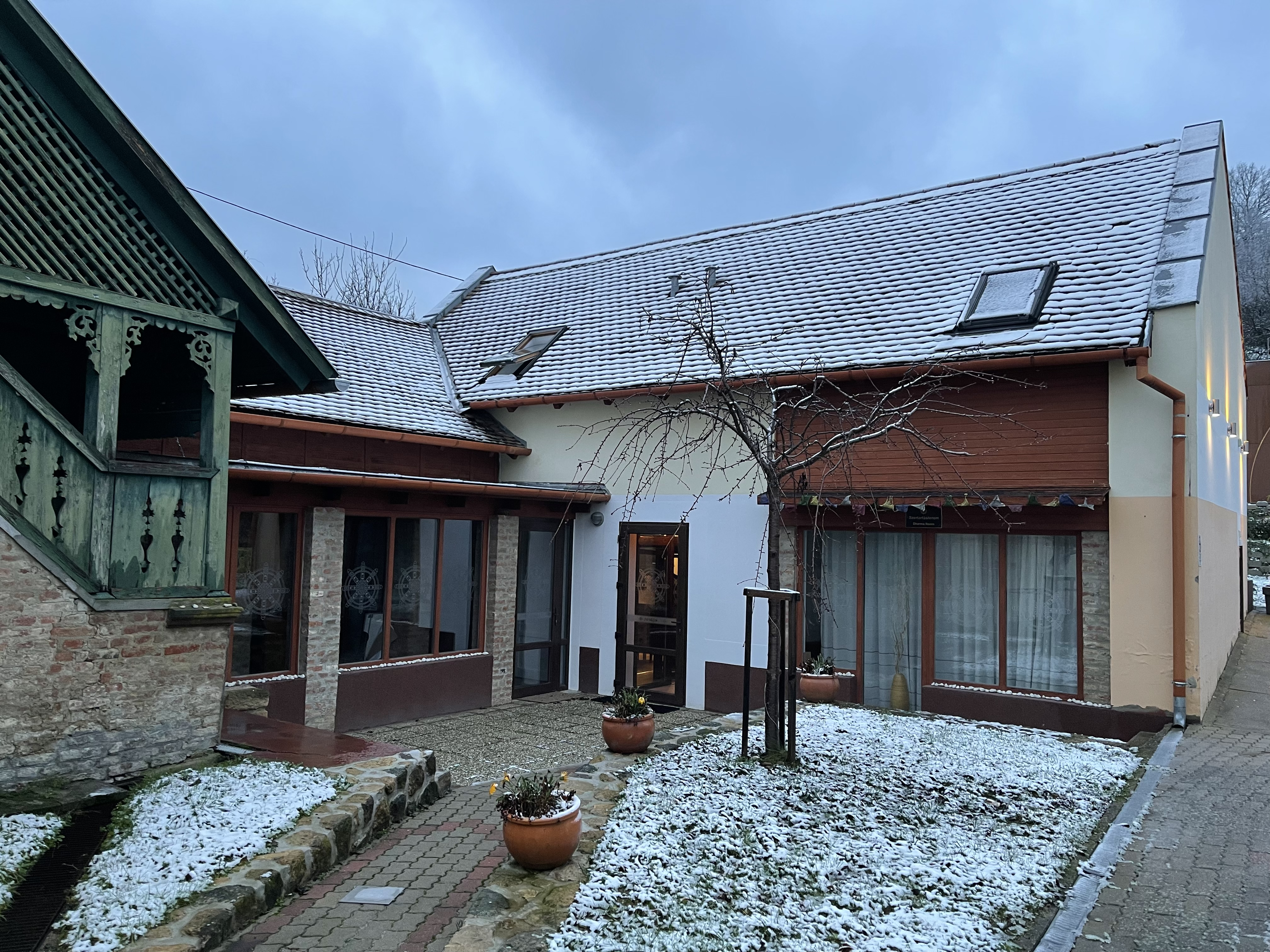
Az utcafronthoz közelebb található „A” épület.

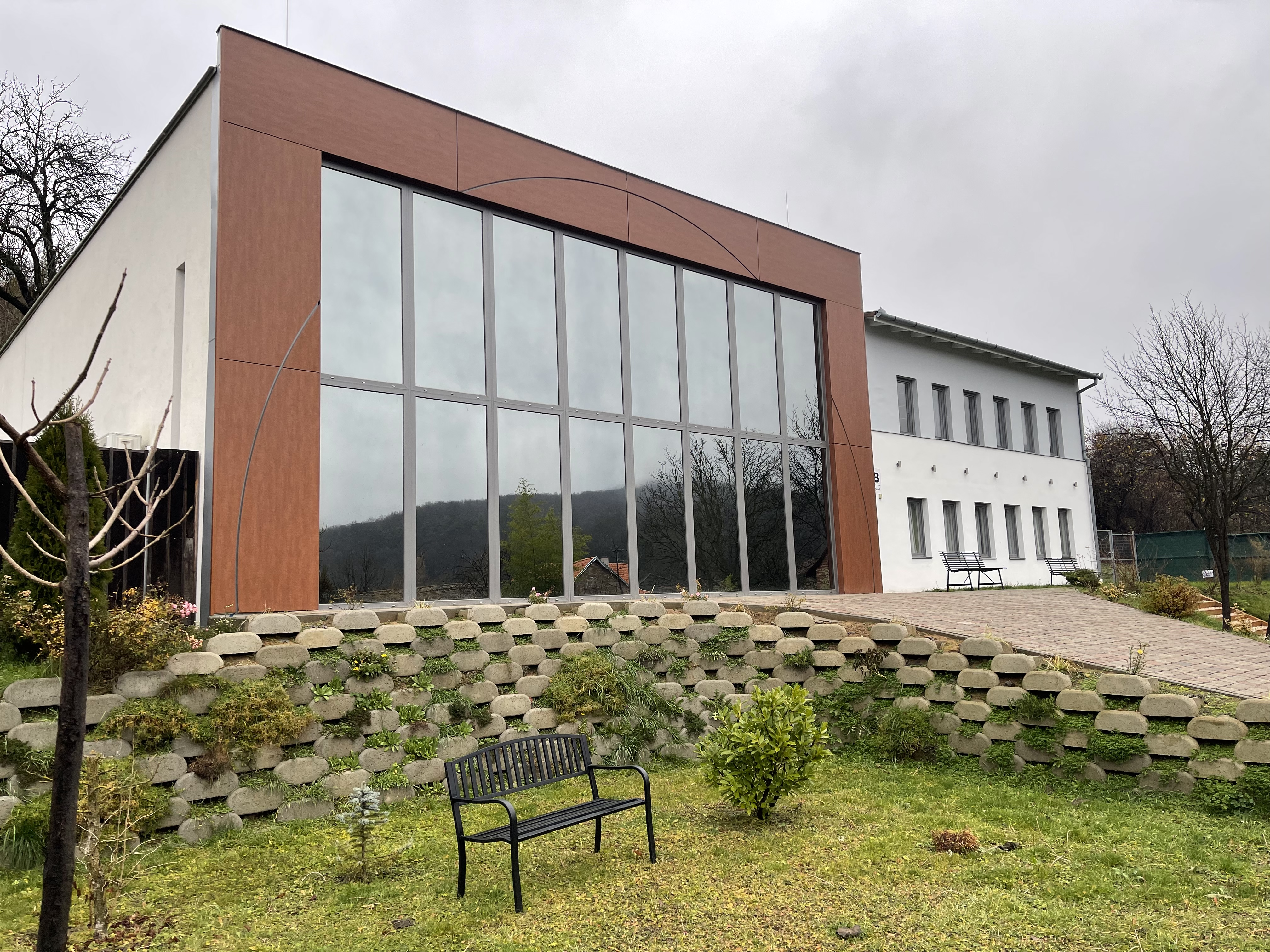
A modern megjelenésű „B” épület.

A központ helyszínéül szolgáló ingatlant az 1990-es években vásárolta meg a Collegium Martineum Középiskolai Tehetséggondozó Kollégium, amely folyamatosan anyagi gondokkal küzdött, és 2008-ban – amikor megszűnt az állami támogatás – csődbe is ment. A kollégium kurátora Alsószentmártonban volt pap, ahol ez idő tájt indította el A Tan Kapuja Buddhista Gimnáziumot a Tan Kapuja Buddhista Egyház. A papon keresztül jutott el az egyház arra az elhatározásra, hogy megveszi a mánfai ingatlant, amely kiváló helyszínnek tűnt, bár ekkor még nem tervezték elvonulási központ létesítését. A megvásárlása után még hosszú éveken át csak üresen állt az ingatlan, a rajta lévő épületek felújításra vártak.
2010 körül már volt némi elképzelés egy majdani központról, azonban a tényleges tervezés és a munkálatok csak 2015-ben indultak el. Nem létezett egy mindent átfogó, egységes, hosszútávú terv az átalakítással kapcsolatban. Az első évben főleg épületgépészeti munkálatok folytak. Az utcafronti épület belső átalakítása folyamatos munkát jelentett. A hegyoldali épület is teljesen átalakult belülről, illetve ehhez hozzá is építettek egy 21. századi hatású, modern külsővel rendelkező közösségi teret.
A központ a működését 2016 nyarán kezdte el. A hely azóta kiszolgált hosszabb-rövidebb elvonulásokat, meditációs kurzusokat, jógatáborokat, és különböző oktatási programokat.

## Az épületek

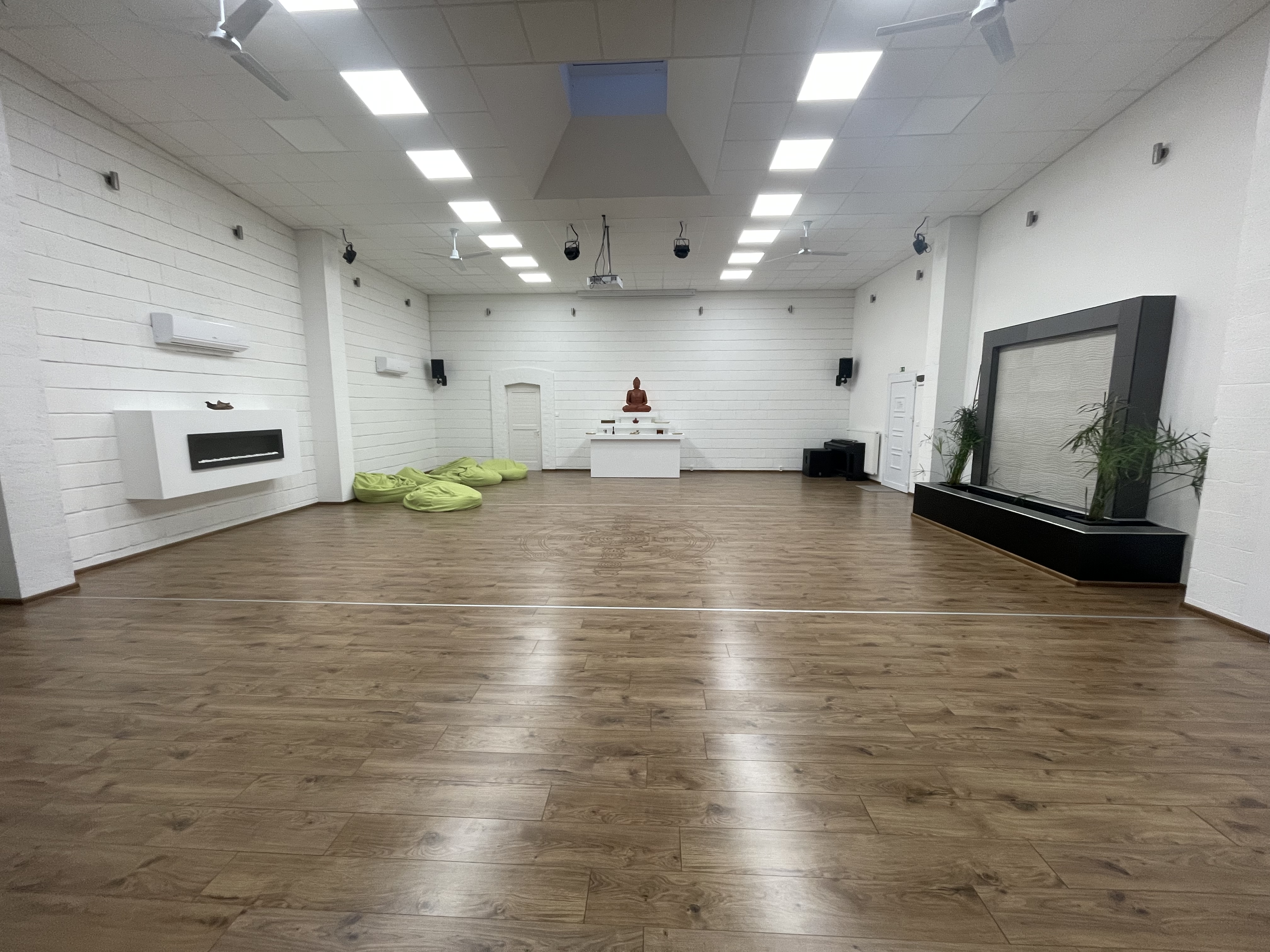
A „B” épület nagyterme.

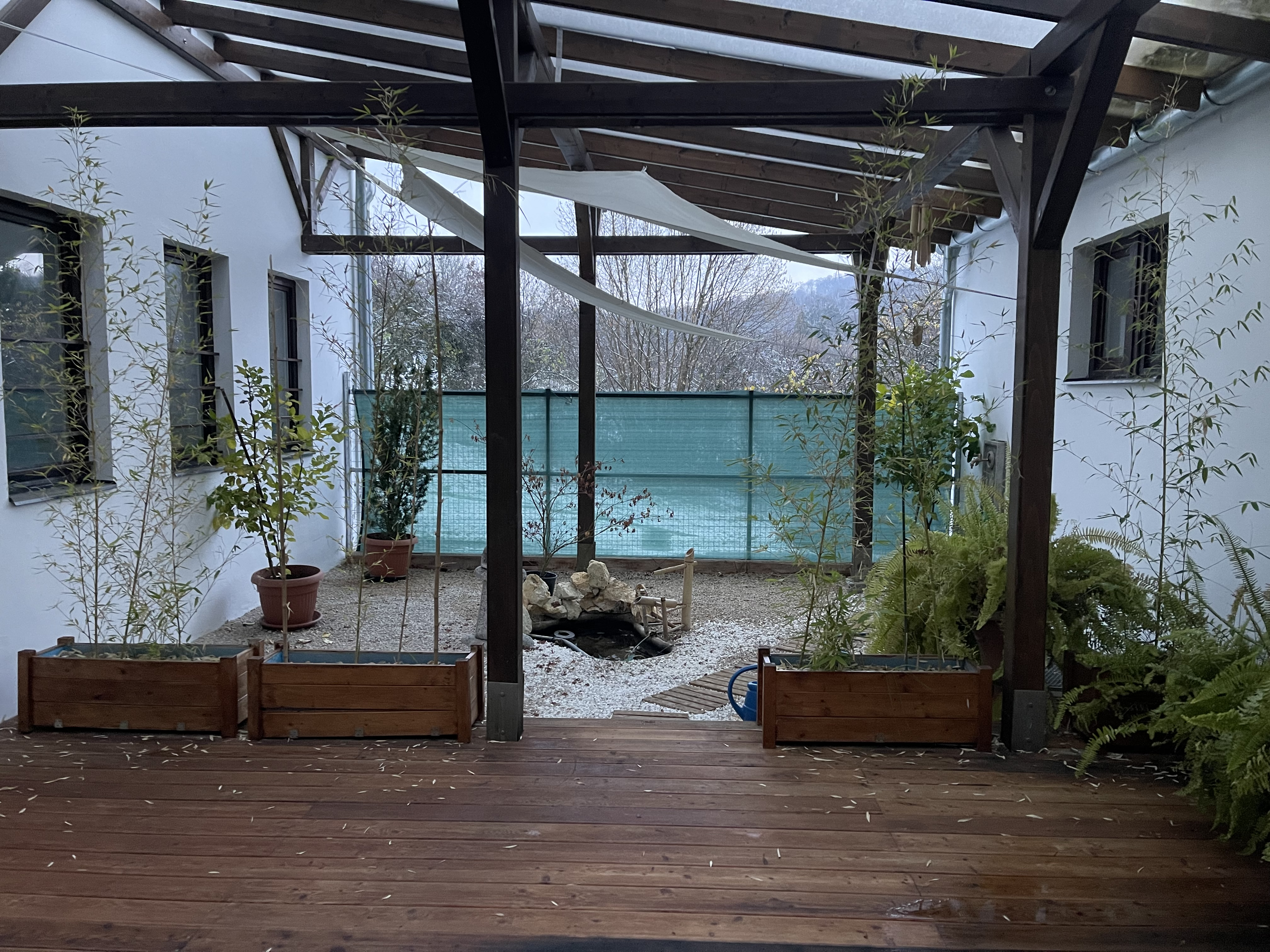
A „B” épületben található zen kert.

Az utcafronton található, 500 m2-es „A”-épület 1914-ben épült, többszörösen átépített nagypolgári ház. Három szinten, 15 szobában, 32 fő elszállásolására van lehetőség. A földszinten van a Központ konyhája és étkezdéje, ahol 50 fő tud egyszerre étkezni. A földszinten található még egy nagy aula, egy kávézó és egy szertartásterem.
A hegyoldal aljában álló, 500 m2-es, modern külsejű „B”-épület 2000-ben épült. Jakab Gábor és Mészáros Bendegúz terveivel megújult és kibővült közösségi terek (150 m2) kiválóan alkalmasak akár jóga, akár meditációs vagy éppen zenés programokhoz. A belső terek hangulata a japán zen hagyományt idézi. A „Zen kert” nevű fedett, belső kertje is modern keleti stílusú. Ebben az épületben négy szobacsoportban összesen 18 férőhely található – egy a belső udvarra, három pedig a Mecsekre néz.

## Megszabadulás sztúpa

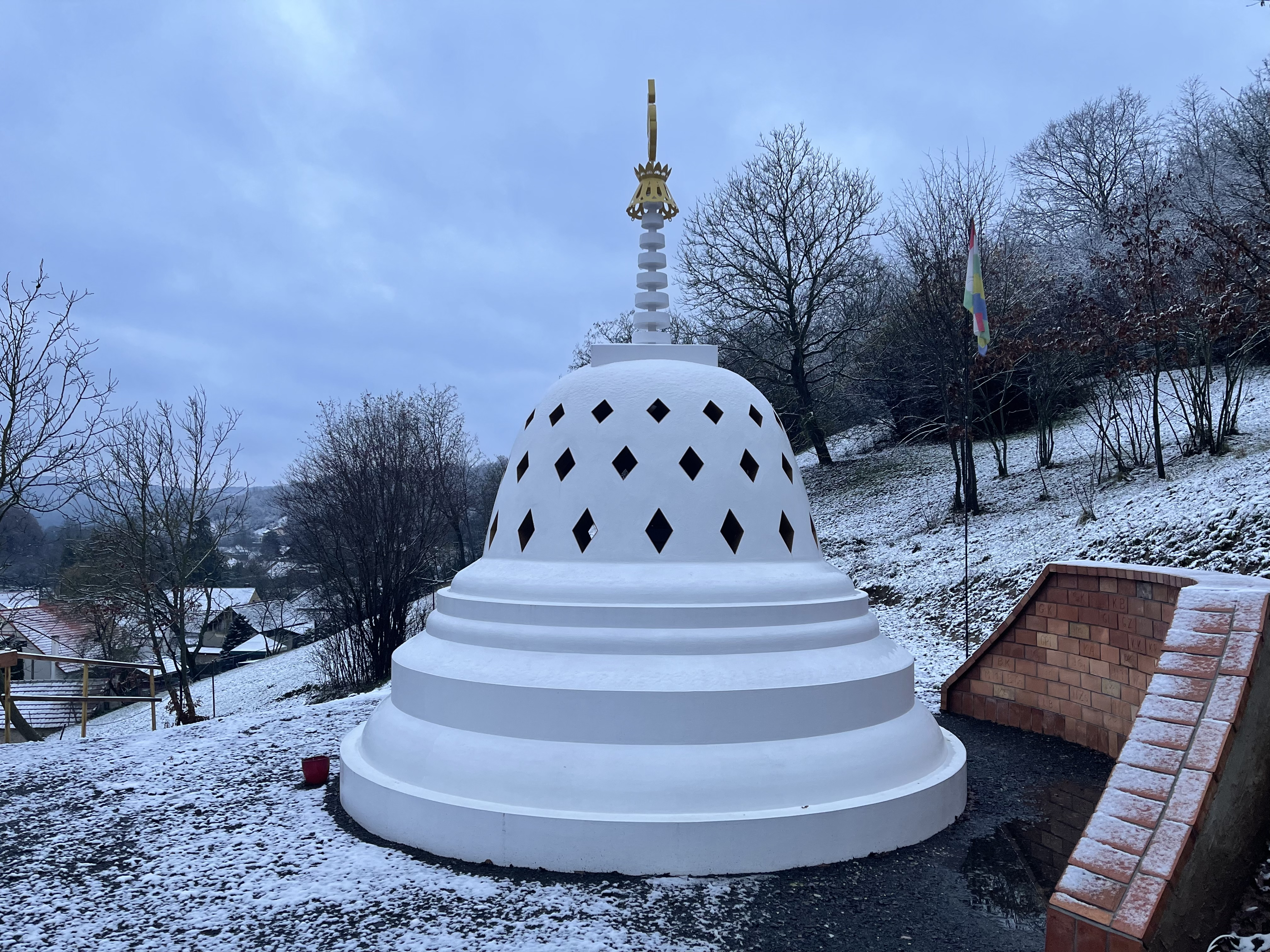
A 2022. szeptemberében felavatott Megszabadulás sztúpa.

A Központ területén 2022. szeptember 10-én szentelték fel a Megszabadulás sztúpát, amelynek különlegessége, hogy Európában ez az első délkelet-ázsiai stílusú sztúpa.

## Programok
- Jógatáborok
- Szakrális dobtábor
- Reikis tábor
- Buddhista közösségek rendezvényei

## Galéria

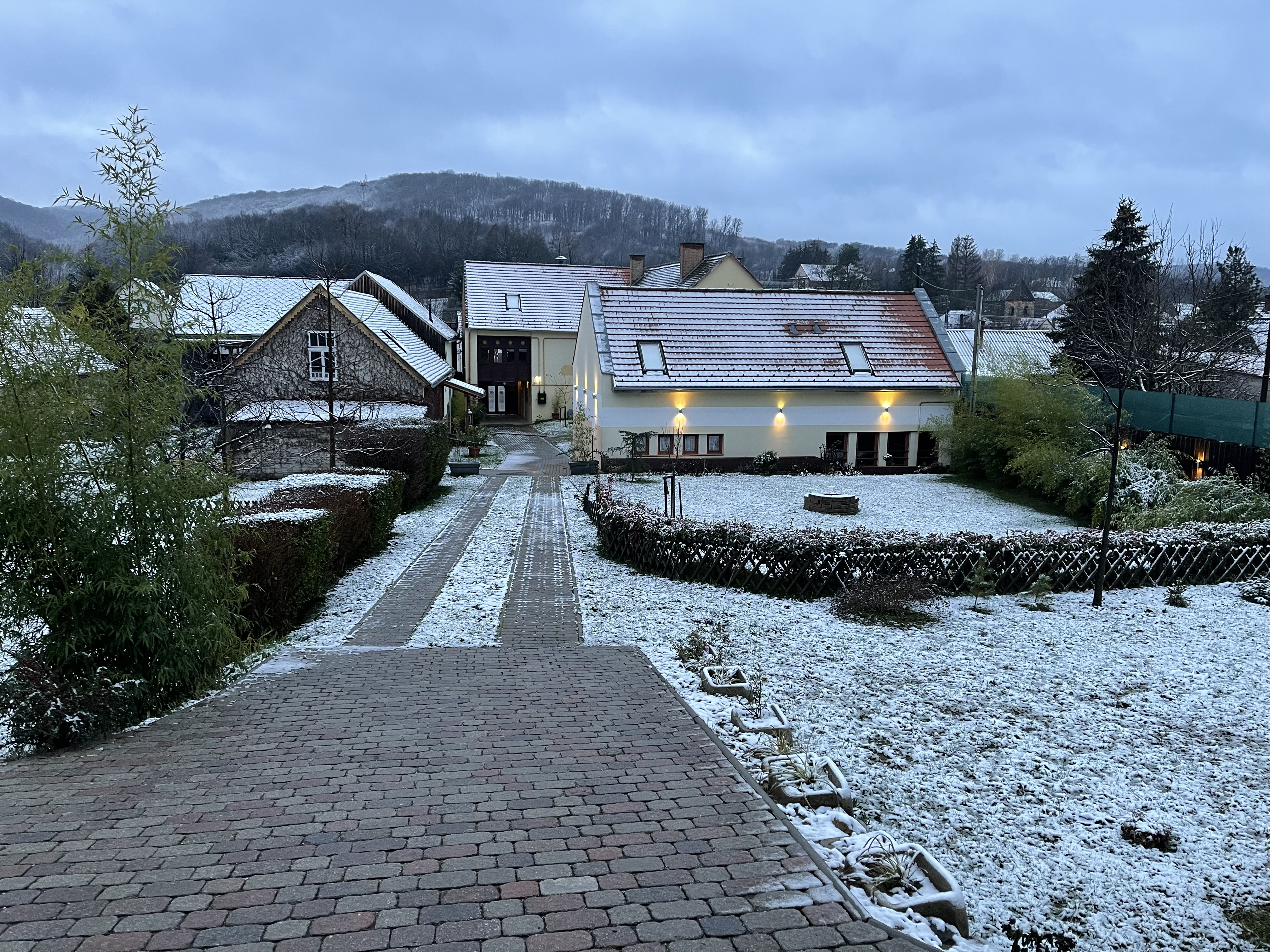
Az udvar a „B” épület felöl
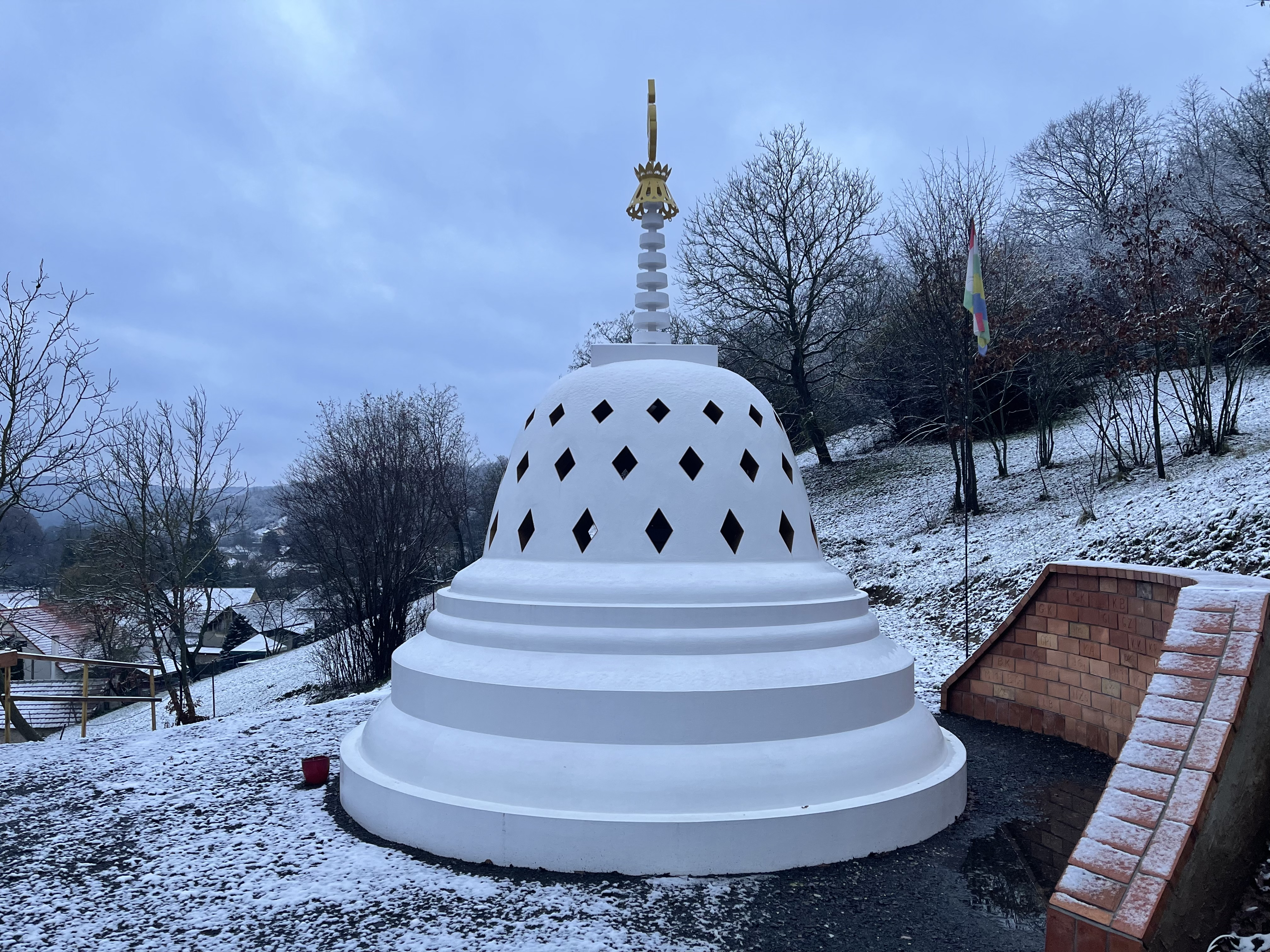
A sztúpa masik oldala
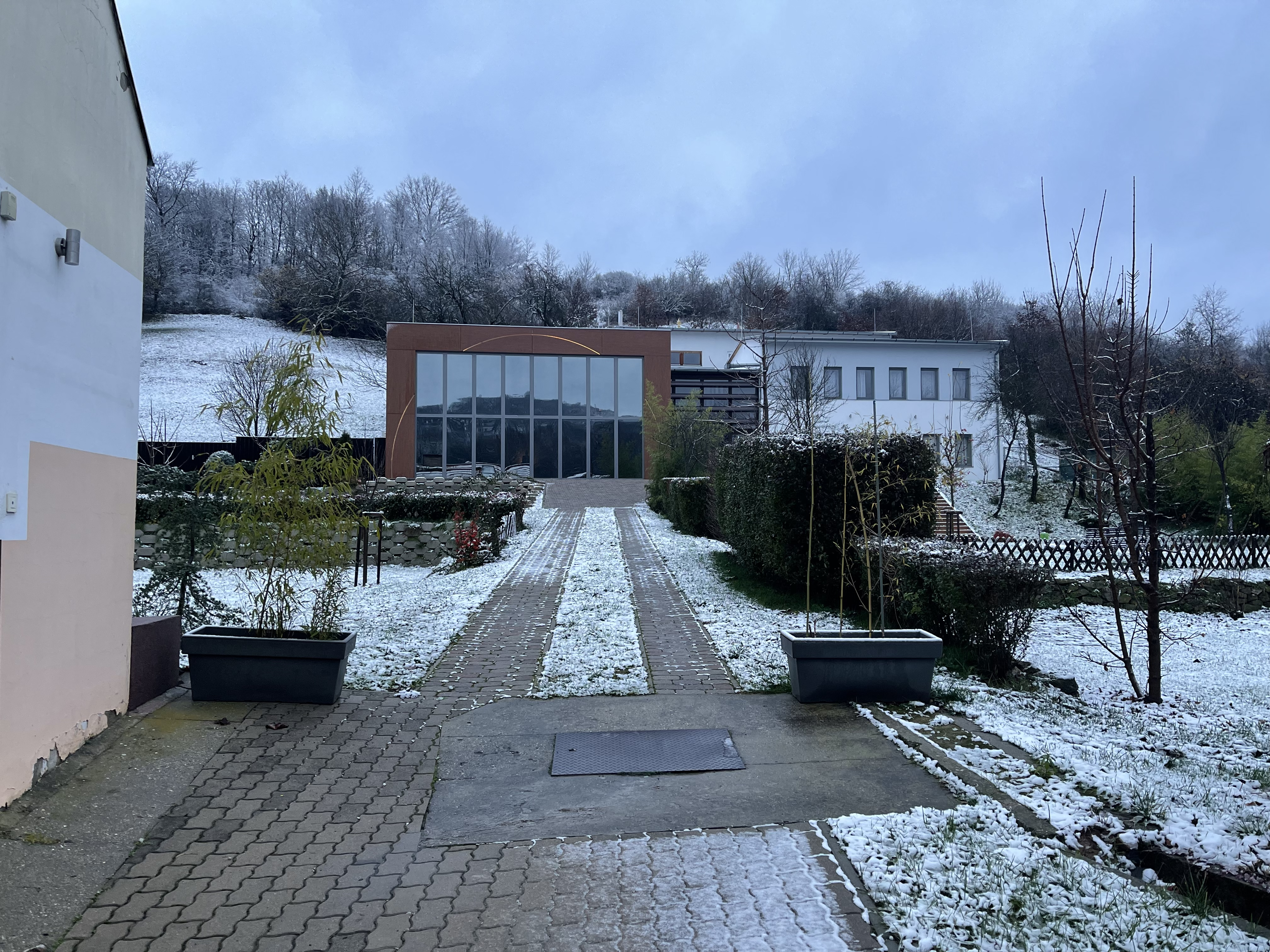
Az udvar, a „B” épület és a sztúpa
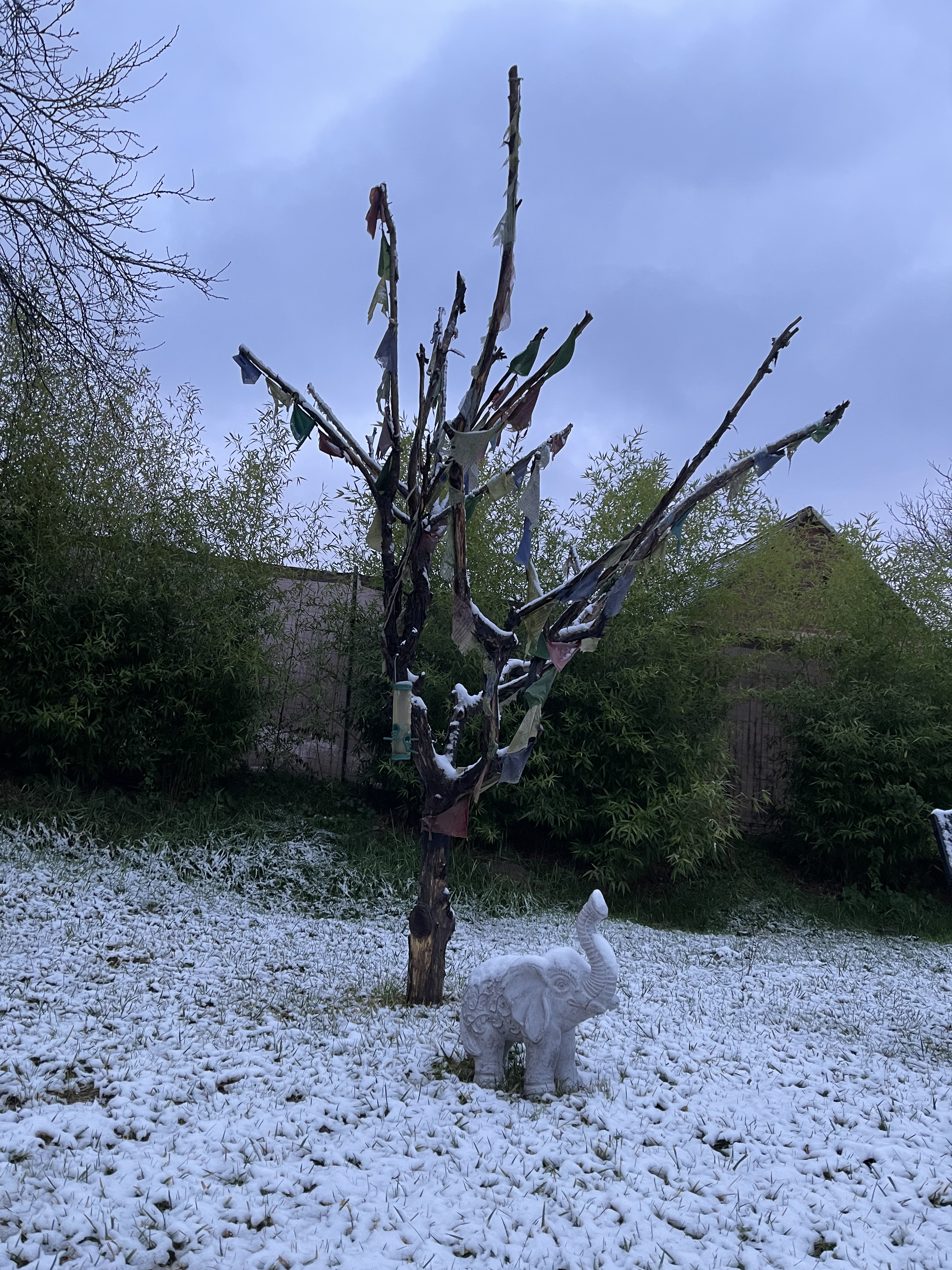
Az udvaron álló egyik fa télen.

## Külső hivatkozások
- A Mánfai Elvonulási Központ hivatalos oldala